# Rushden (Hertfordshire)
Rushden è un villaggio e parrocchia civile dell'Inghilterra, appartenente alla contea dell'Hertfordshire.